# Anton Auxt
Anton Auxt (ur. 25 sierpnia 1931 w Čierny Balog, zm. 24 lutego 1987 w Bańskiej Bystrzycy) – doktor nauk filozoficznych, słowacki pedagog i matematyk, specjalista w zakresie dydaktyki matematyki, autor podręczników i pomocy do nauczania tego przedmiotu w szkołach.